# Footballski
Footballski est un site web francophone spécialisé sur le football en Europe de l'Est. Il est fondé en 2014 et totalise plus de 2 000 articles en 2019. Les championnats et sélections nationales traités comprennent la Russie, l'Ukraine et tout l'espace de l'ex-Union soviétique, l'Europe centrale, les Balkans et quelques autres nations.

## Activité et organisation
Footballski est spécialisé dans le football en Europe de l'Est. Cela comprend la couverture des championnats est-européens de vingt-trois pays. Le site est organisé en plusieurs parties. Une partie intitulée « Retro » est dédiée au passé où le football était plus technique et plus près des supporters. Le site Internet a publié des articles tels que le parcours du club lituanien du Zalgiris Vilnius en 1987 comme représentant de l'URSS, un portrait d'Evald Mikson, gardien estonien accusé de crimes de guerre à l'époque de la Seconde Guerre mondiale. Le site publie des articles de fond en long format, des interviews ainsi que des reportages sur le terrain dans une partie « Au stade »,. Selon Pierre Vuillemot, la rédaction souhaite raconter des histoires ou l'Histoire à travers le football. Selon Adrien Laëthier, le site entend mettre l'accent sur le football à travers la culture plutôt qu'à travers les résultats sportifs.
La politique a des répercussions sur l'organisation du site. Selon Pierre Vuillemot, le territoire de l'ex-Allemagne de l'Est présente des « différences majeures [...] notamment dans le mouvement ultra » avec celui de l'ex-Allemagne de l'Ouest. L'Allemagne de l'Est, ainsi que le Kosovo et la Crimée ont leur propre rubrique.
La Russie, considérée comme la « vitrine », fait l'objet d'un traitement plus important que d'autres pays tels que la Moldavie. La rédaction affirme néanmoins qu'elle essaye de maintenir un équilibre entre les différents pays.
Les rédacteurs de Footballski sont l'objet de sollicitations régulières par des médias tels que L'Équipe,, France Football ou Ouest-France, ainsi que par des clubs sportifs tels que l'Olympique lyonnais avant d'affronter le Zénith Saint-Pétersbourg lors de la saison 2015-2016, l'OGC Nice avant d'affronter le FK Krasnodar en 2016-2017 et le Lokomotiv Moscou en 2017-2018 ou les Girondins de Bordeaux avant de rencontrer le FK Marioupol en 2018-2019.

## Histoire
Footballski est fondé le 17 février 2014 par Pierre Vuillemot et Tristan Trasca qui réunissent une équipe dont ils contactent les membres par Twitter où ils diffusaient des informations sur le football de l'Est,,. Le 5 septembre 2014, Footballski annonce qu'il change son nom de domaine original  footballski.wordpress.com et migre vers son adresse actuelle footballski.fr.
Le site a connu des pics d'activité selon les performances de ses équipes. Lors de la Ligue Europa 2014-2015 qui voit le Dnipro Dnipropetrovsk atteindre la finale de la compétition, une semaine spéciale sur le club ukrainien est publiée. À l'occasion de l'Euro 2016 organisé en France, entre 70 et 150 articles sont publiés sur les sélections qualifiées. Lors de la Coupe du monde 2018 organisée en Russie, le site publie de nombreux articles sur le football russe, sur le football dans les anciennes Républiques socialistes soviétiques et sur les sélections qualifiées.
Lors de la saison 2016-2017, Footballski obtient les droits de diffusion du championnat polonais. En partenariat avec Dailymotion, les matchs sont diffusés sur la chaîne Footballski TV. Il n'en obtient pas les droits pour la saison 2019-2020.
Depuis l'été 2023, le site est inactif et aucun article ne paraît. Les rédacteurs ainsi que les dirigeants du site n'excluent pas de revenir, le site n'est donc pas totalement abandonné.

## Rédacteurs et lectorat
Footballski compte une dizaine de rédacteurs en 2015 et une vingtaine en 2018 dont quinze réguliers. Les rédacteurs de Footballski sont des bénévoles. L'équipe est composée de journalistes en devenir ou de personnes vivant dans la région concernée n'ayant pas fait d'étude dans ce domaine. Une partie des premiers rédacteurs en 2014 écrivait pour le site Lucarne Opposée, spécialisé dans le football sud et nord-américain, asiatique, océanien et africain,.
La visibilité de Footballski, site amateur, est largement inférieure à celle de L'Équipe ou de France Football. En 2015, la rédaction s'estimait heureuse si elle atteignait 250 vues sur un article. Le lectorat de Footballski est composé de Français et d'expatriés. Certains articles sur des sujets spécifiques et peu abordés réalisent des pics de vues dans certains pays.

## Prises de position
Plusieurs rédacteurs de Footballski affichent leur préférence pour la Ligue Europa plutôt que la Ligue des champions de l'UEFA, le fondateur déclarant que « À nos yeux, c'est la seule compétition continentale valable, car c'est celle où bataillent nos équipes, les champions de nos pays ». Au sujet de la Ligue des champions, il déplore que « la C1 n'a plus vraiment de charme depuis des années », l'accusant d'être « complètement fermée, sans surprise et jouée que par les clubs milliardaires ».
Des rédacteurs français ont expliqué s'être détournés du football médiatisé en raison des enjeux financiers et trouvent une authenticité dans le football en Europe de l'Est par rapport au sport business,.

## Analyses
Libération compare Footballski à un « Guide du routard » du football d'Europe de l'Est. Selon Le Temps, l'activité du site est l'expression francophone d'une nouvelle tendance à se fasciner pour le football de l'Est, tendance qu'il estime visible sur les réseaux sociaux.